# Człowiek w ogniu (film 1957)
Człowiek w ogniu (ang. Man on Fire) – amerykański dramat filmowy z 1957 roku z udziałem Binga Crosby’ego, w reżyserii Ranalda MacDougalla.

## Obsada
- Bing Crosby jako Earl Carleton
- Inger Stevens jako Nina Wylie
- E.G. Marshall jako Sam Dunstock
- Anne Seymour jako Judge Rudolph
- Richard Eastham jako Seward
- Malcolm Brodrick jako Ted
- Mary Fickett jako Gwen